# 拓跋大頭
拓跋大頭（?—?），追尊魏烈帝拓跋翳槐曾孫，北魏宗室、官员。

## 生平
拓跋大頭善於騎射，擢升為內三郎。他跟從太武帝拓跋燾征戰有戰功，获賜爵位。魏文成帝拓跋濬初年，封他为淮陵侯。拓跋大頭性格謹密，文成帝甚重用他。位居寧北將軍，遷為右將軍。逝世後贈高平公，諡號「烈」。

## 延伸阅读
[在维基数据编辑]
 《魏書·卷14》，出自魏收《魏书》